# 遠州鐵道
遠州鐵道株式會社（日语：／）是一家總部位於靜岡縣濱松市中央區的公司，其鐵路營業部位於同市東區。該公司其中營運遠州鐵道鐵道線，也主要在靜岡縣遠州地方經營巴士事業。此外，公司也有營運房地產、保險和護理業務。公司簡稱遠鐵（日语：／）。
遠鐵過去曾經經營鐵路奧山線、於遠州電氣鐵道時代曾經經營電車中之町線和笠井線。1964年奧山線廢止後，便只剩下舊稱西鹿島線、二俁線的遠州鐵道線了。就廣義鐵路事業而言，遠鐵的館山寺索道目前委由旗下遠鐵觀光開發子公司營運。
關於遠鐵經營的客運事業，請參見「遠鐵巴士」；關於旗下的出租車與旅行事業，參見「遠鐵觀光」。

## 歷史
- 1907年（明治40年） - 濱松鐵道株式會社（第一代）成立。
- 1908年（明治41年） - 濱松鐵道株式會社被大日本軌道（日语：大日本軌道）株式會社收購，成為其公司的濱松分社。
- 1909年（明治42年）
  - 3月3日 - 中之町線（日语：浜松電気鉄道中ノ町線）（遠州馬込站（日语：遠州馬込駅）至中之町站）之間開通。
  - 12月6日 - 鹿島線（後來為二俁線：現時:鐵道線）開通。
- 1911年（明治44年） - 濱松輕便鐵路株式會社成立。
- 1914年（大正3年）
  - 4月7日 - 笠井線（日语：浜松電気鉄道笠井線）（遠州西崎站至笠井站）之間開通。
  - 11月30日 - 濱松輕便鐵道元城站至金指站之間開通。
- 1915年（大正4年）4月24日 - 濱松輕便鐵道株式會社改變公司名為濱松鐵道株式會社（第二代）。
- 1919年（大正8年）10月12日 - 遠州軌道株式會社成立。繼承大日本軌道濱松分社的路線。
- 1921年（大正10年）8月23日 - 遠州軌道株式會社改變公司名為遠州電氣鐵道株式會社。
- 1923年（大正12年）
  - 4月1日 - 二俁線（現時：鐵道線）改距軌並電氣化。
  - 4月15日 - 濱松鐵道全線開通。
- 1925年（大正14年）4月8日 - 中之町線和笠井線從遠州電氣鐵道分離，成為濱松軌道株式會社旗下路線。
- 1927年（昭和2年）
  - 1月17日 - 濱松軌道株式會社改變公司名為濱松電氣鐵道株式會社。
  - 9月1日 - 二俁線（現時：鐵道線）全線開通。
- 1937年（昭和12年）2月18日 -  濱松電氣鐵道中之町線廢止。
- 1943年（昭和18年）11月1日 - 遠州電氣鐵道株式會社等6間公司合併，遠州鐵道株式會社成立[1]。
- 1944年（昭和19年）12月10日 - 濱松電氣鐵道笠井線廢止。
- 1947年（昭和22年）5月1日 - 濱松鐵道株式會社合併至遠州鐵道，成為該公司的奧山線（日语：遠州鉄道奥山線）（遠鐵濱松站（日语：遠鉄浜松駅） - 奧山站（日语：奥山駅））[1]。
- 1963年（昭和38年）5月1日 - 奧山線（氣賀口站（日语：気賀口駅） - 奧山站）廢止。
- 1964年（昭和39年）11月1日 - 奧山線全線廢止。
- 1985年（昭和60年）12月1日 - 鐵道線新濱松站至助信站之間高架化（遠州馬込站廢止）[1]。
- 1986年（昭和61年）12月1日 - 隨著濱松市交通部（日语：浜松市交通部）撤出業務，市營巴士路線由遠州鐵道接手[1]。
- 2015年（平成27年）1月1日 - 濱松觀光巴士（日语：浜松観光バス）合併至遠州鐵道。
- 2019年（令和元年）10月 - 與小田急電鐵合作，開始試驗MaaS（日语：Mobility as a Service）應用程式「EMot」[3]。

## 鐵路事業

### 現有路線
| 中文線名           | 日文線名 | 起點   | 終點   | 距離（公里） |
| ------------------ | -------- | ------ | ------ | ------------ |
| 鐵道線（西鹿島線） |          | 新濱松 | 西鹿島 | 17.8         |

### 廢除路線
中之町線和笠井線是電車路線（軌道線）。

路線圖

| 中文線名 | 日文線名 | 起點       | 終點       | 距離（公里） |
| -------- | -------- | ---------- | ---------- | ------------ |
| 奧山線   |          | 遠鐵濱松站 | 奧山站     | 25.7         |
| 中之町線 |          | 遠州馬込站 | 中之町站   | 7.0          |
| 笠井線   |          | 遠州西崎站 | 遠州笠井站 | 2.3          |

### 車輛
在本節中只列出於鐵道線（西鹿島線）上運行的鐵路車輛，其他則省略。有關奧山線的車輛參見「奧山線#使用車輛」。

#### 現有車輛
遠鐵現有的旅客車輛中只有1000型電聯車和2000型電聯車共2款。所有車輛的車身顏色主要是西班牙紅，再配以白帶。這個塗裝在1983年新製1000形開始採用，在這以前車輛的標準配色為紅色，因此遠鐵的車輛會被名為「赤電」。另外，現有車輛型號尾綴型的日文讀法不是，而是。

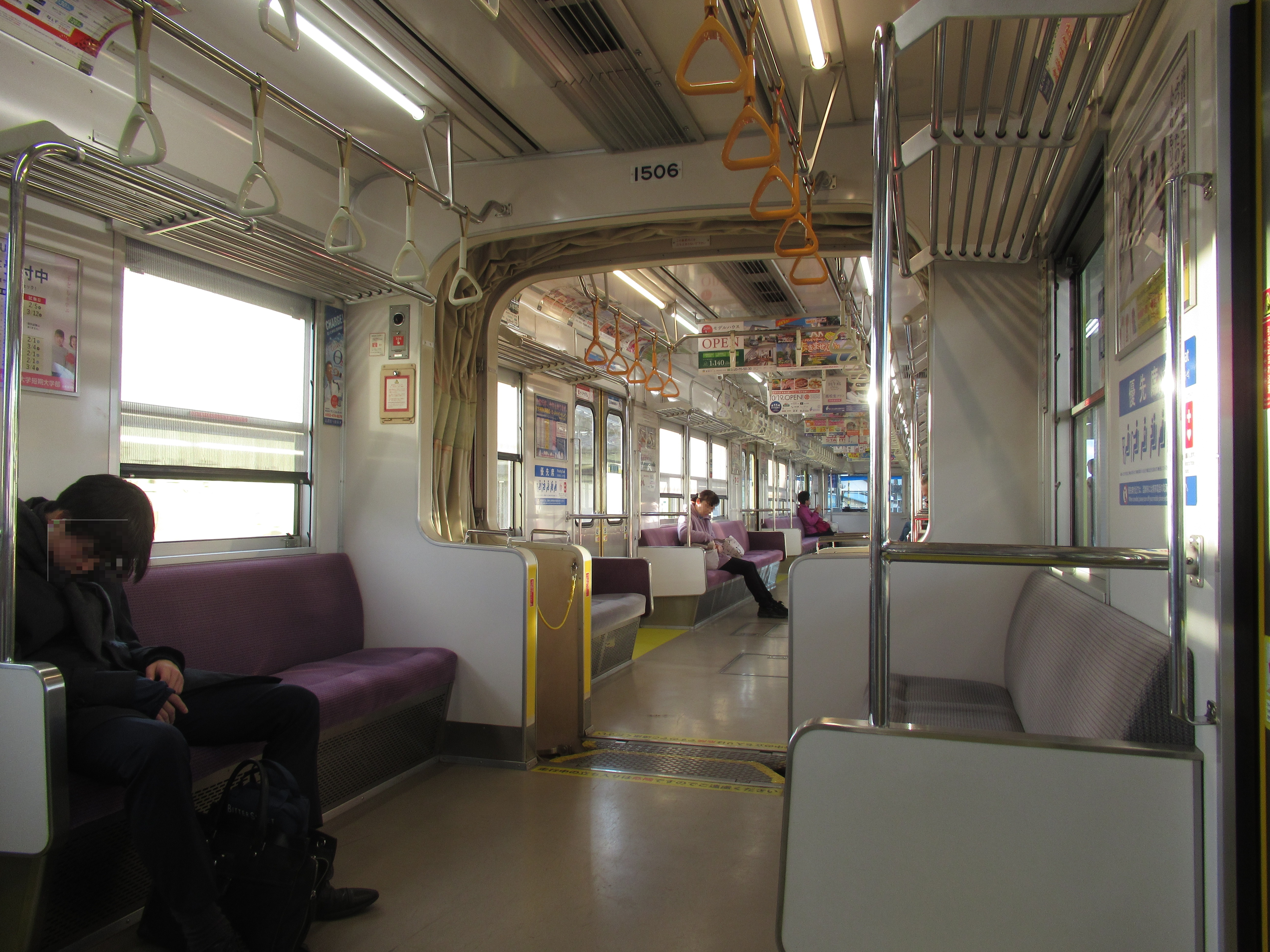
1000型的蘑菇型通道

在地方的中小型私鐵中，許多車輛都是從大手私鐵或國鐵、JR中購入二手車輛以實施車輛現代化。但鐵道線（西鹿島線）的旅客車輛中，包含在電氣化後直至最新的2000型車輛，都是全新製造的車輛。另外所有車輛之間的通道都是「蘑菇型（T字型，與營團6000系電聯車等相類似形狀）」。
在所有列車中，西鹿島一方的車輛是駕駛拖車（KuHa），新濱松一方的車輛是動力車（MoHa）。在30形（MoHa25、MoHa51）、1000形、2000形的動力車（MoHa）都是微冷氣車廂。此站，所有列車都是由日本車輛製造。

##### 1000型

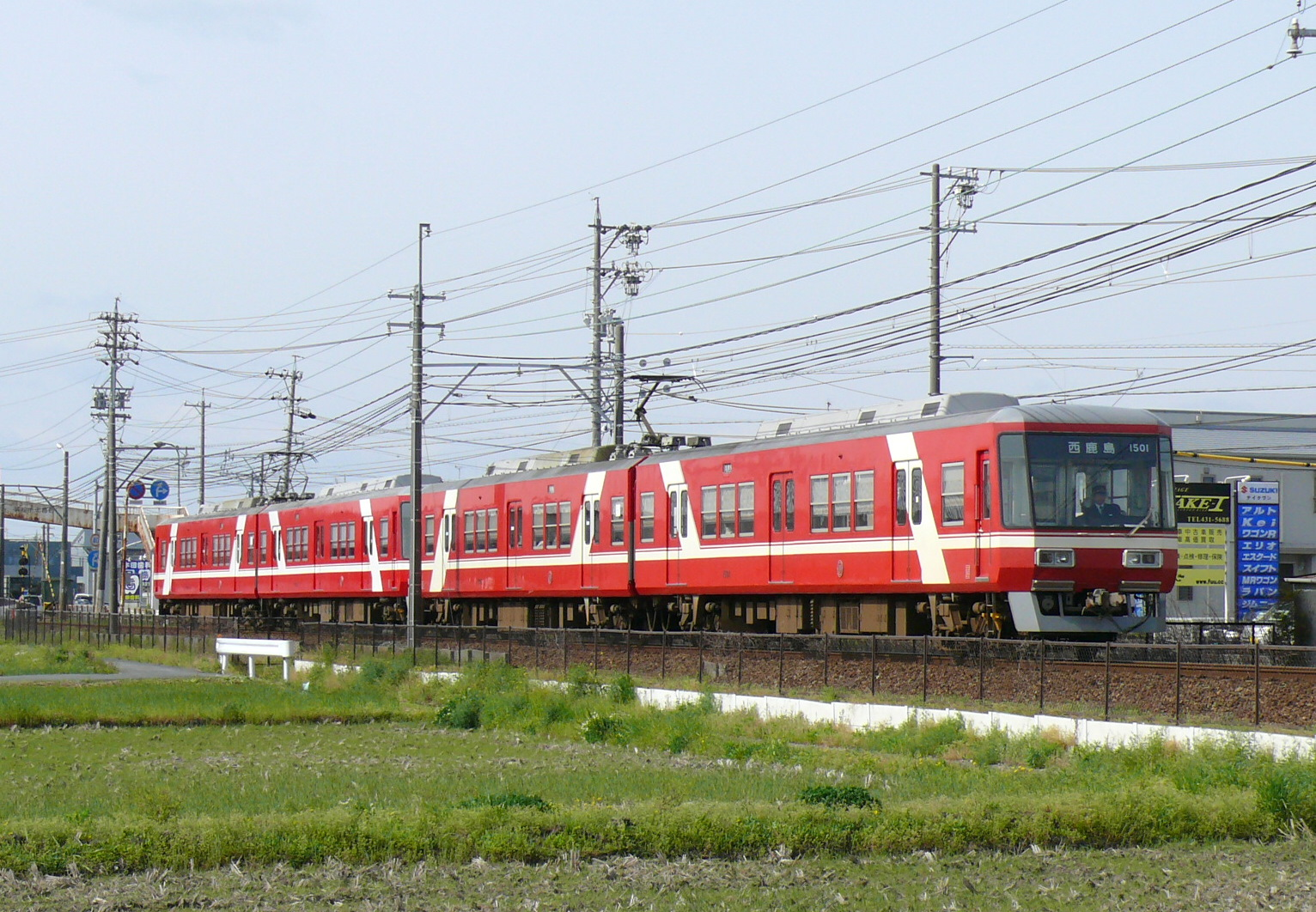
1000型1001編成
（遠州西崎站附近，2010年4月）

遠州鐵道為了替代舊有的鐵路車輛而引入1000型。在1983年（昭和58年）至1996年（平成8年）之間製造了動力車MoHa1000型1001 - 1007和駕駛拖車KuHa1500型1501 - 1507，一共14輛。此車款是遠鐵首個3門結構的長椅車輛。
在上述提及，此車款開始使用新塗裝，連同車身形狀也使用新款。與30形不同，車身輪廓線條以直線為基礎。車頭中央部分折成3面。而車頭的上下部分都有向後傾角。車頭設有大型電動式路線牌。前照燈和後指示燈都是位於一個箱子內，並位處於左右車腰位置。車底架部分設有防爬器。車輛側邊隨著設置了3道車門，車窗需要重新配置並縮小至1,300毫米。另外，30形的車輛側邊腰部分設有側面路線牌，而1000形的側面路線牌位於車頂部分，而30形車頭路線牌是使用電幕，原本路線牌只會標示「新濱松⇔西鹿島」，顯示起終點，後來才改為單獨顯示目的地。另外1000型的側窗框使用了不鏽鋼物料。
在主要機器方面，1000型承襲30型的MoHa51-KuHa61。在空氣制動裝置方面，由遠鐵首次採用電控氣動制動器（結合動態制動HRD-1D），因此不可以與過往的車輛（包括MoHa51-KuHa61）進行併結。在空調裝置方面，與30形新製空調車輛同樣使用分散型空調裝置，1輛車廂中設有3台。與30形不同的地方是，3台空調裝置一體化放置在一起。
在此款車輛中，把車尾編號相同的MoHa、KuHa併結，因此共有2卡編成共7抽。當以4卡編成時，除了與同款2抽列車結併後，也會與後述的2000形結併。
在2021年（令和3年）1月發布了於同月27日起，1001編成將會退役。在同月20日裝上了引退紀念的頭標。在27日早上8時48分於西鹿島出發，執行第48列車後便結束行駛和退役。

##### 2000型

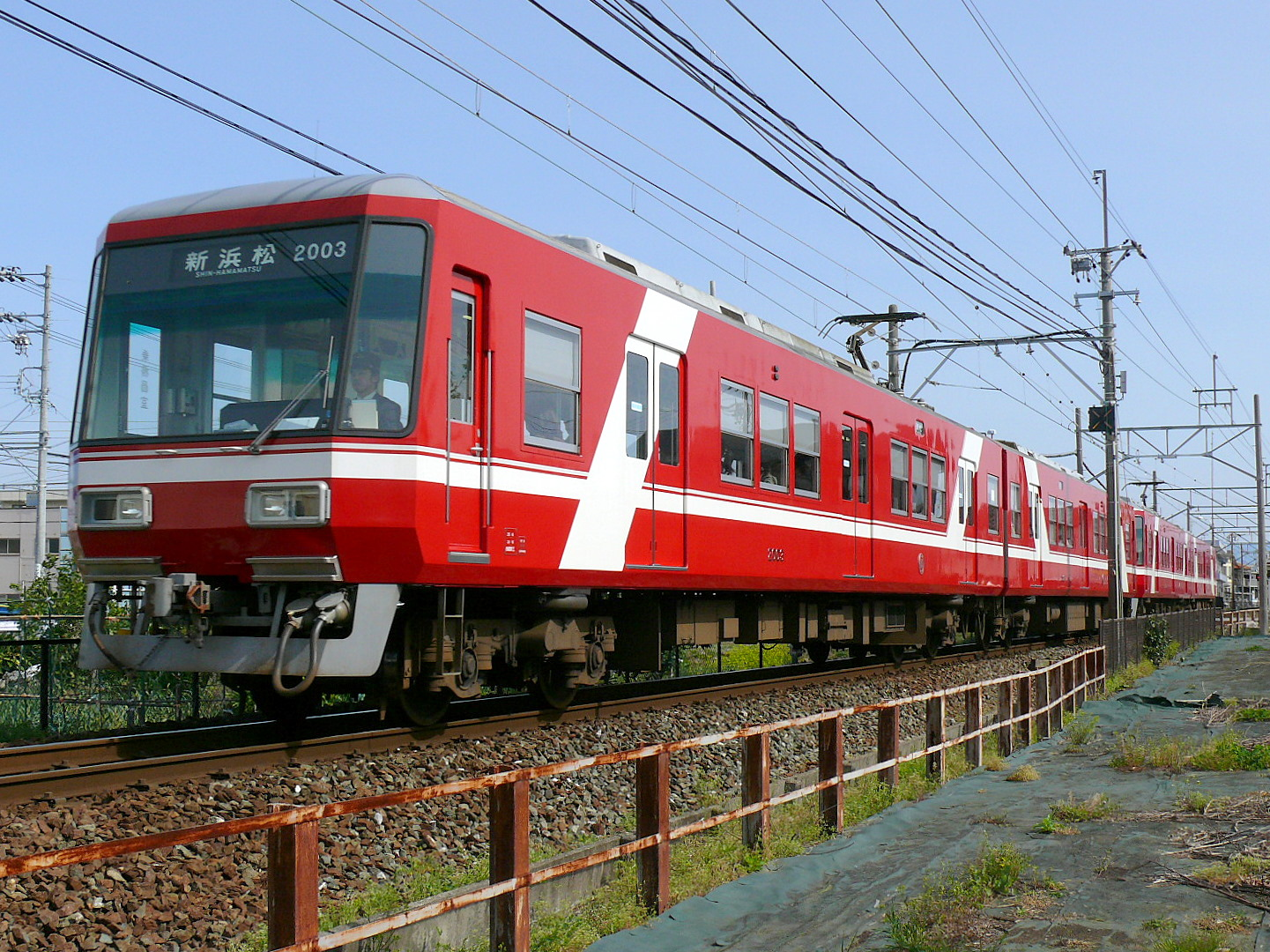
2000型2003編成
遠州西崎站 - 積志站之間（2010年4月）

2000型在1999年（平成11年）3月登場。2001編成（MoHa2001-KuHa2101）在同年4月5日起開始投入服務。直至現時還繼續製造新車。截至2019年（平成31年）4月，車隊中設有MoHa2000型2001 - 2007、KuHa2100型2101 - 2107共14輛。形式編號「2000」是有著「邁向21世紀的新型高性能電動列車」意思。
車體構造與1000型同樣。而控制裝置使用了遠鐵首個採用IGBT的VVVF變頻器（1C2M控制方式）。控制裝置和主電動機都是由三菱電機製造，而電氣元件原本一直採用東洋電機製造的產品，這是是首次採用三菱的產品。控制裝置隨著使用VVVF，當車輛制動時會有再生制動，以節省能源和減低維護成本。另外，2000形的集電弓使用了單臂式。
車內設備大致上與1000型差不多，乘客車窗的固定方式由H橡膠固定變為金屬框固定。車窗形狀改為稍有棱角的形狀。座位的顏色也有所變更。另外，為了提供無障礙環境，KuHa2100型的乘務員室後方，副座側設有輪椅空間，由於該空間沒有座位，因此MoHa和KuHa的載客人次相異。
在2001年（平成13年），車隊增備了2002編成（KuHa2002-KuHa2102），而駕駛設備由原來的主控制器（Master）和帶有獨立制動閥的雙柄方式，改變為一體型單柄方式。在2008年（平成20年），車隊增備了2004編成（MoHa2004-KuHa2104），當中控制裝置改為三菱製的MAP-124-75V187。在2012年（平成24年），車隊增備了2005編成，當中轉向架軸箱支撐方式由原來的錐形疊層橡膠彈簧變為軸梁式。在2015年（平成27年），車隊增備了2006編成，當中車內資訊顯示器首次使用LCD熒幕（為遠鐵首架使用該款裝置）。隨後，在現存編成的車輛中，當需要進行檢査之際，便預計把車內資訊顯示器改為LCD熒幕。
與1000型同樣。把車尾編號相同的MoHa、KuHa併結，因此共有2卡編成共4抽。當以4卡編成時，除了與同款2抽列車結併後，也會與前述的1000型結併。
在2016年（平成28年）4月1日，為了紀念當地企業Yutaka技研成立30周年，在2002編成的車身塗上了藍色全車身廣告，被稱為「藍電」。這是由於Yutaka技研的公司顏色為藍色，這個企劃造成了一個話題。同時，此企劃是遠鐵首架車輛塗上全車身廣告。該廣告一直刊登在車身上直至2017年（平成29年）3月尾。
另外，同一組編成在2018年（平成30年）2月13日至2019年（平成31年）3月之間，車身塗上了淺藍色的Village House廣告。
在2018年（平成30年）10月11日，Sala集團開展電力調配事業，為了紀念累計申請量達到3萬份，便把2005編成車身塗上了與該集團顏色綠色的全車身廣告，被稱為「綠電」。

##### 工程用車輛
- ED28形電力機車（日语：豊川鉄道電機50形電気機関車）
- HoKi800形貨車（日语：国鉄ホキ800形貨車）

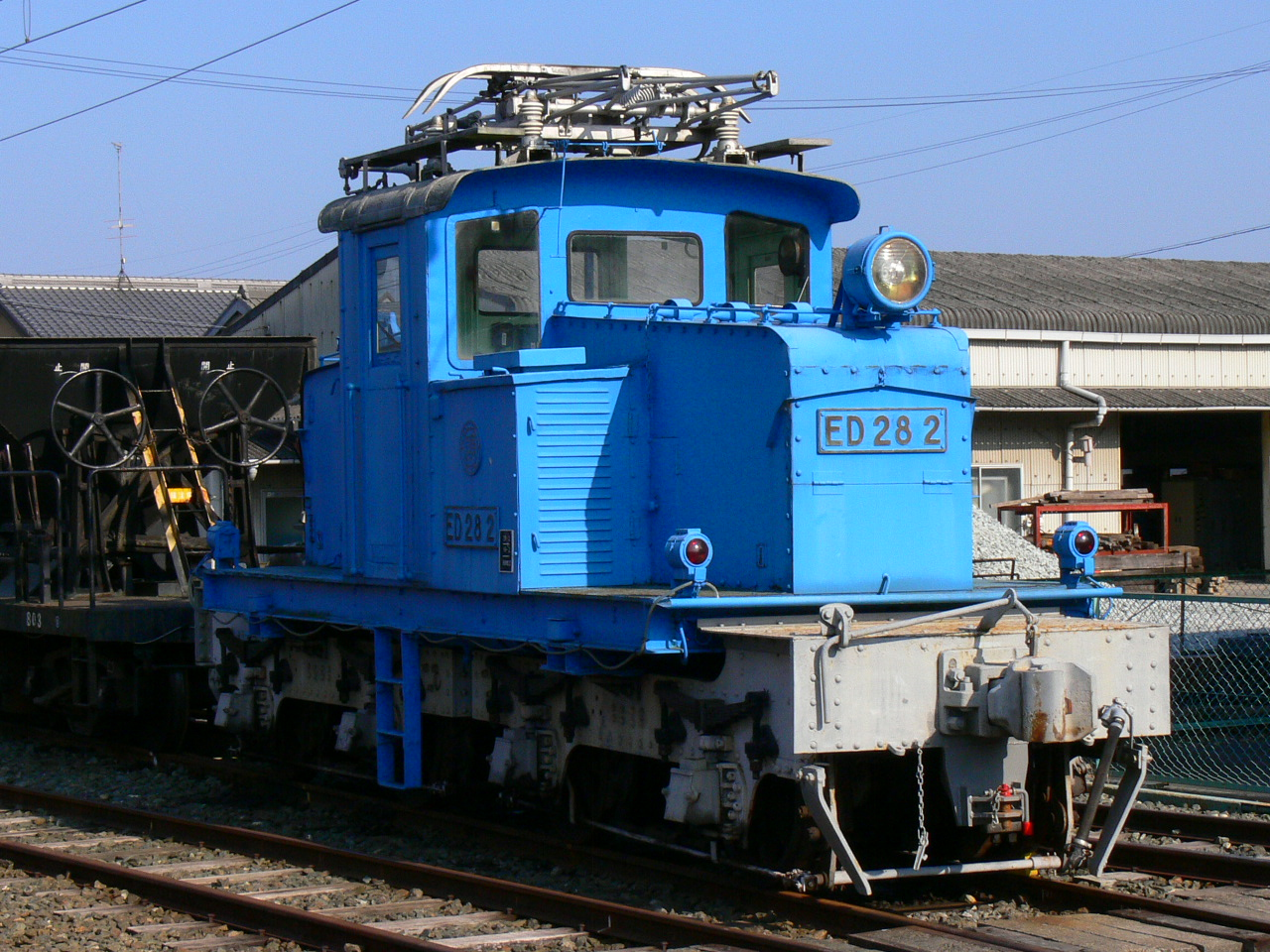
電力機車 ED282
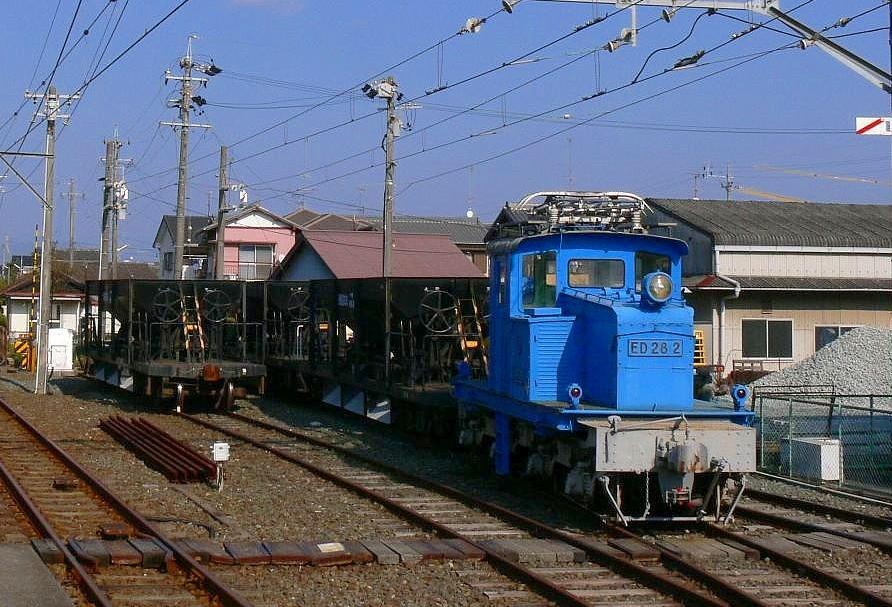
於遠州西崎站側線停泊的HoKi800形貨車和ED282

#### 旅客車輛對照表
| 款式         | 30形 MoHa30形、KuHa80形                                                     | 30形 MoHa30形、KuHa80形                      | 1000形 MoHa1000形、KuHa1500形                                     | 2000形 MoHa2000形、KuHa2100形                                          |
| 款式         |                                                                             |                                              |                                                                   |                                                                        |
| 編成         | 2卡(1M1T)                                                                   | 2卡(1M1T)                                    | 2卡(1M1T)                                                         | 2卡(1M1T)                                                              |
| 取電         | 直流750V                                                                    | 直流750V                                     | 直流750V                                                          | 直流750V                                                               |
| 軌距         | 1,067毫米                                                                   | 1,067毫米                                    | 1,067毫米                                                         | 1,067毫米                                                              |
| 營業最高速度 | 70km/h                                                                      | 70km/h                                       | 70km/h                                                            | 70km/h                                                                 |
| 全長         | 18,820毫米                                                                  | 18,820毫米                                   | 19,000毫米                                                        | 19,000毫米                                                             |
| 寬度         | 2,740毫米                                                                   | 2,740毫米                                    | 2,730毫米                                                         | 2,730毫米                                                              |
| 主電動機     | 日本車輛製造 NE-90                                                          | 東洋電機製造 TDK-8095-A                      | 東洋電機製造 TDK-8095-A                                           | 三菱電機 MB-5081A                                                      |
| 主電動機輸出 | 112kW                                                                       | 120kW                                        | 120kW                                                             | 120kW                                                                  |
| 轉向架       | 扭力桿轉向架 日本車輛製造 ND507 間接安裝式空氣彈簧轉向架 日本車輛製造 ND306 | 直接安裝式空氣彈簧轉向架 ND309、ND309T       | 直接安裝式空氣彈簧轉向架 ND309、ND309T 無搖枕轉向架 ND711、ND711T | 無搖枕轉向架 ND728、ND728T（錐形疊層橡膠彈簧） ND746、ND746T（軸梁式） |
| 驅動系統     | 剛性驅動                                                                    | 電機空心軸驅動                               | 電機空心軸驅動                                                    | WN驅動                                                                 |
| 齒輪比       | 4.38                                                                        | 5.31                                         | 5.31                                                              | 7.07                                                                   |
| 加速控制     | 2S2P永久串聯-並聯電阻控制 弱磁場控制                                        | 電阻控制 串並聯組合控制 弱磁場控制           | 電阻控制 串並聯組合控制 弱磁場控制                                | VVVF控制                                                               |
| 制動裝置     | -                                                                           | 東洋電機製造 ACDF-M4120-777B                 | 東洋電機製造 ACDF-M4120-777B                                      | 三菱電機 MAP-124-75V187                                                |
| 制動方式     | 結合動態制動 設有繼動閥的自動空氣制動 AMAR-D                                | 結合動態制動 設有繼動閥的自動空氣制動 AMAR-D | 結合動態制動 電動指令式空氣制動 HRD-1D T車延遲控制                | 再生制動、結合動態制動共用 電動指令式空氣制動 HRDA-1 T車延遲控制       |
| 備考         |                                                                             | 數據取自MoHa51、KuHa61                       |                                                                   |                                                                        |

#### 已退役的車輛
- MoHa1形（日语：遠州電気鉄道ホ1形電車） -  1923年 由日本車輸製造本店製造。當時隨著遠州電氣鐵道改變距軌和電氣化之際引入。
- SeHa101形（日语：遠州電気鉄道フ101形電車）
- MoHa6形（日语：遠州電気鉄道ホ6形電車）
- MoHa11形（日语：遠州電気鉄道ホ11形電車）
- MoHa13形（日语：遠州鉄道モハ13形電車）
- MoHa15形（日语：遠州鉄道モハ15形電車） - 1953年7月 浪速工機（後來為ALNA工機，現時:ALNA車輛）製造。
- MoHa21形（日语：遠州鉄道クハ61形電車） - 1956年6月 浪速工機製造。
- MoHa22形（日语：遠州鉄道クハ61形電車） - 1957年7月 浪速工機製造。
- KuHa51形（日语：遠州鉄道モハ13形電車）
- KuHa53形（日语：遠州鉄道モハ13形電車）
- KuHa61形（日语：遠州鉄道クハ61形電車）
- KuHa71形（日语：遠州鉄道モハ1形電車）
- MoWa200形（日语：遠州電気鉄道デ201形電車）
- ReKa1形（日语：遠州電気鉄道レカ1形気動車）
- KiHa800形（日语：遠州鉄道キハ800形気動車）
- ED21形（日语：遠州鉄道ED21形電気機関車）

##### 30形

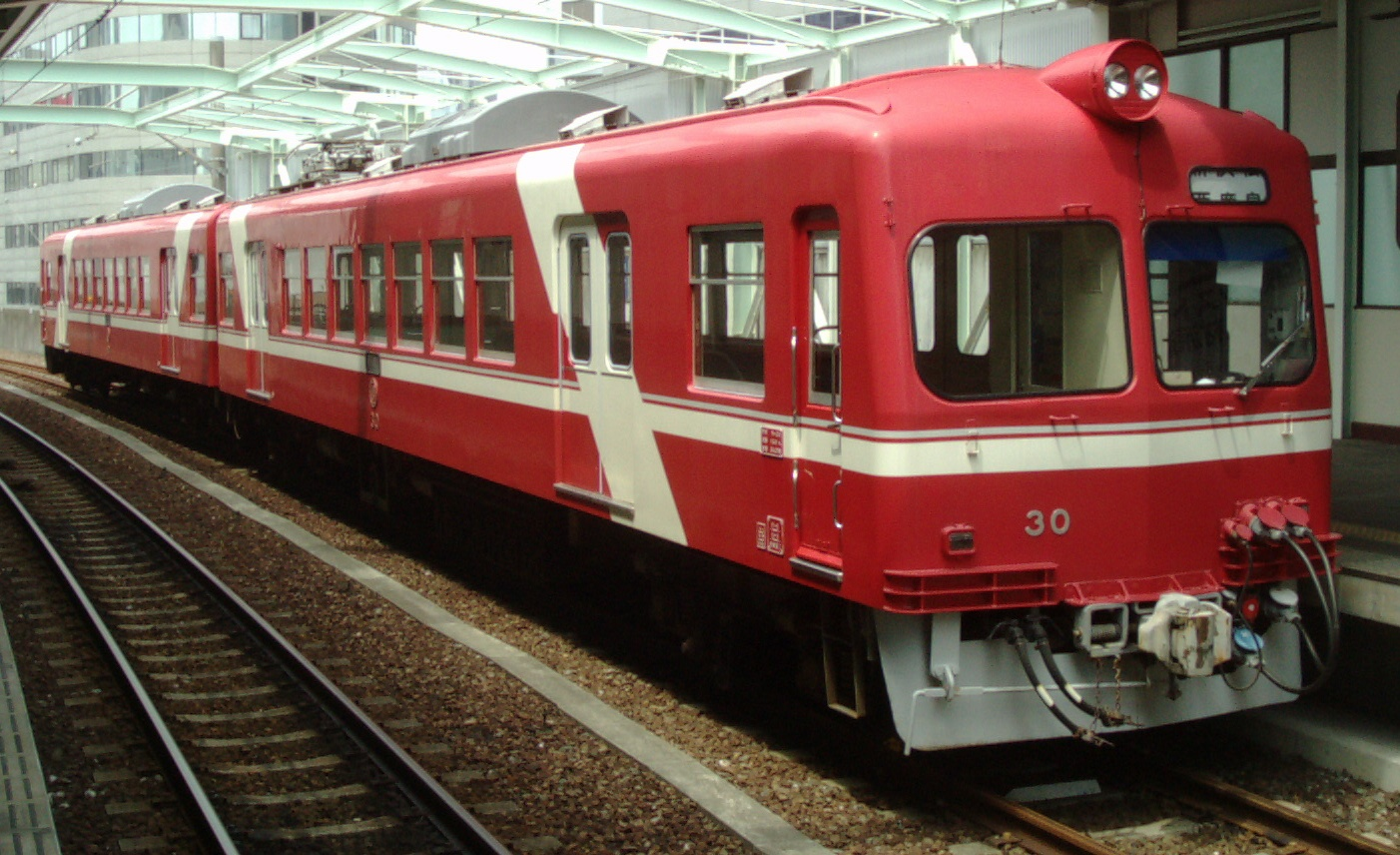
30形MoHa30-KuHa80編成
（新濱松站，2005年7月）

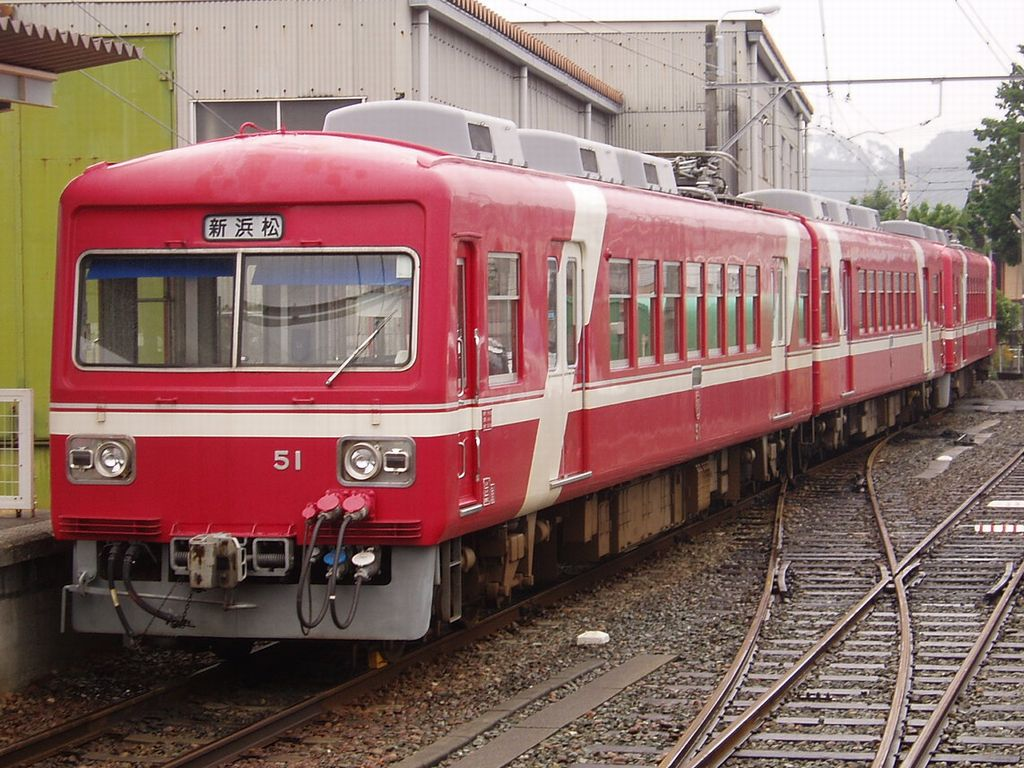
30形MoHa51-KuHa61編成
（西鹿島站，2006年7月）

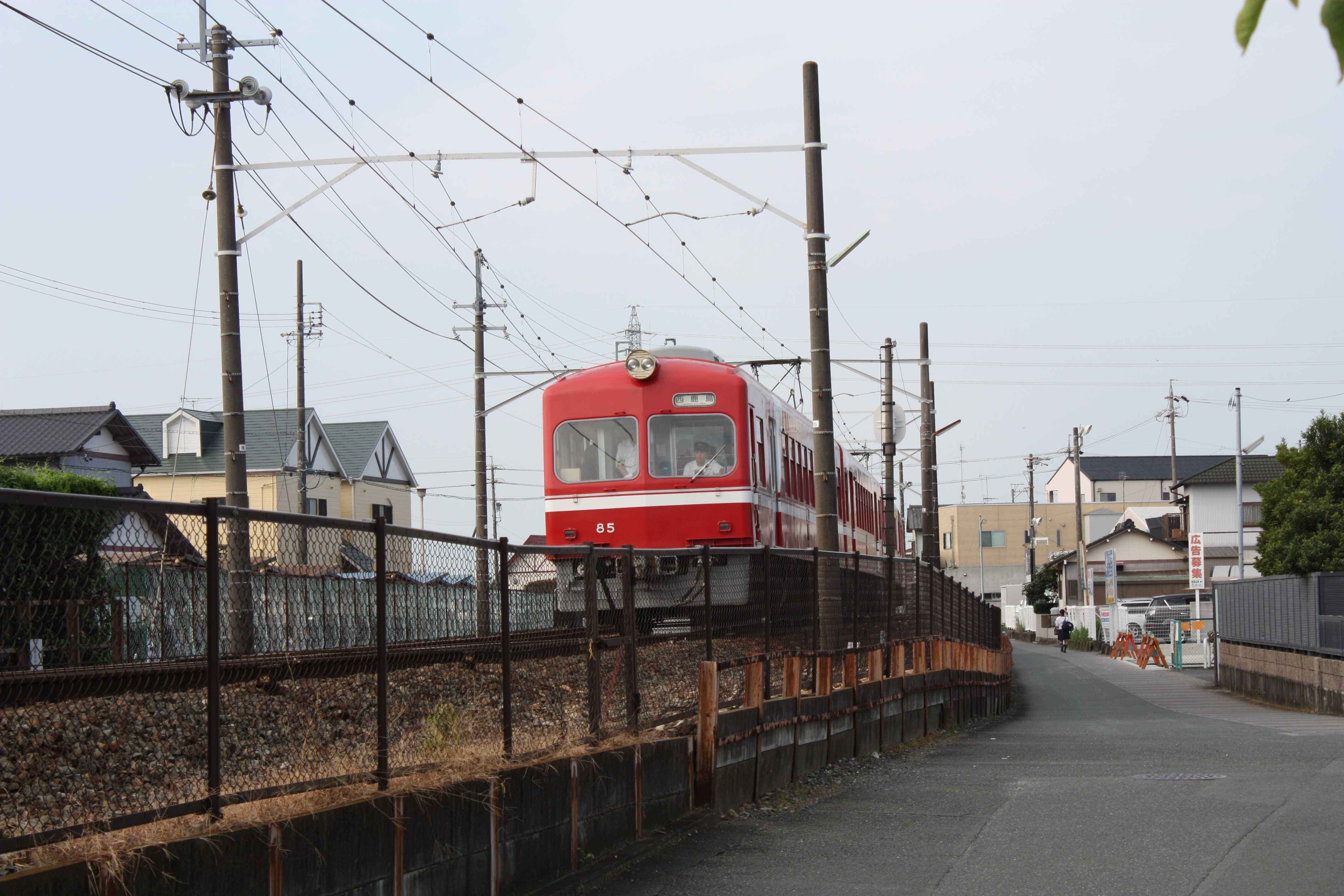
以30形KuHa85為車頭的4卡編成列車
（鷺之宮站至積志站之間，2015年7月）

為了車輛現代化和取代舊型車型為目的。於1958年（昭和33年）至1980年（昭和55年）引入了新製列車，一共設有18輛MoHa30形動力拖車（MoHa25 - 39、51）和12輛KuHa80形駕駛拖車（KuHa61、79 - 89）。
在增備30形、80形時，車輛編號不是一個完全順序排列，當中，MoHa30形有增備MoHa39後，下一架增備的車輛會使用了MoHa30，再下一把數字開始掉轉，由MoHa29、28、27…一直倒序地編排車輛編號。同時，KuHa80形與MoHa30形同樣，於KuHa89後下一架增備車輛起由KuHa80、79一直倒序地編排車輛編號。在1978年（昭和53年）增備的車輛編號中，使用了當時還未編排的KuHa85。最終一架增備的編成是KuHa51-KuHa61，與以往的排序完全沒有關聯性。
所有車輛均設有2道車門和長椅構造。除了最後一抽編成外，車頭大幅度改良，均統一為湘南型的車頭。客用車窗寬1,200毫米，為單片開啟車窗。在1967年（昭和42年）製造的MoHa30-KuHa80以後的車輛改為寬1,400米的車窗，為雙片開啟車窗，同時窗口佈局也有變化。另外，不同年份製造的車輛中，車頭的防爬器、方向幕，以及駕駛室構造（當初的駕駛室只佔半個車頭位置，於1973年（昭和48年）起製造的MoHa28起，改為佔據整個車頭）都有所不同。在初期的車頭處沒有排障器，隨著後期增備車輛設有該款設備而把初期車輛開始加建。在第1編成（MoHa31-KuHa81）以後的增備車中，比第1編成的車長為短，當中可從車身側邊少一塊車窗得知。
車身塗裝方面，當初的顏色是綠色和乳白色。為了防止發生平交道事故，於1961年（昭和36年）12月起，車身塗裝改為紅色。該車身塗裝在隨後由於於增備車輛與還往的車輛開始普及，因此設有「赤電」的愛稱。在後年，隨著1000形使用另一個塗裝（參見上面章節），30形也跟隨該個塗裝。
在所有車輛中，可分為完全新製車輛和使用以後車輛配以新機器的車輛（以下簡稱為「機器流用車」）。當中，後者的車輛是指MoHa29、36 - 39與KuHa79、86 - 89。而所有車輛都是2卡編成（MoHa36 - 39使用2架動力車編成，其他使用MoHa-KuHa的組合，為MT編成），MoHa和KuHa新製成當初會與不同的編成相手併結。
在主要機器方面，完全新製車輛和機器流用車相異。完全新製車會按不同製造年次採用不同機器，除了MoHa51-KuHa61外，所有車輛統一使用剛性驅動。MoHa25-KuHa85在1978年（昭和53年）新製造，該編成是全日本首個新製的旅客車輛中，於普通鐵道使用鼻懸法剛性驅動，同時也最後一架車輛。另外，MoHa51-KuHa61是遠州鐵道首部使用架懸式驅動的新車輛。但是，包括上述提及的剛性驅動車輛，其車輛的制動裝置統一使用了WABCO系的自動空氣制動，雖然各車輛的控制裝置操作順序不可互通，但是在指令上面使用共通系統，因此不同驅動方式或控制裝置的車輛可以併結。另外，除了MoHa36 - 39外，所有車均使用電阻制動，在減速時會產生剛性懸掛驅動獨有的聲音。
此外，由於30形的制動方式與上述的1000形、2000形不同，因此不可互相結併。
當初的30形是非空調設計，隨著增備車輛，上述MoHa25-KuHa85至MoHa51-KuHa61建成當初起便搭載了空調設備。隨後非空調車輛開始改裝加設空調設備。新製的空調車輛使用分散式空調裝置，在1架車廂中搭載了3台。而後來加裝空調的車輛是使用集中式空調裝置，在1架車廂中搭載了1台。另外，由於加裝空調的時期與車輛退役的時期重複，因此有一些車輛在沒有安裝空調設施下被退役。
在1980年（昭和55年）起，首列30形的MoHa31-KuHa81開始退役。在2015年（平成27年）1月，MoHa27-KuHa89退役，使裝設單門式車門和佔半個車頭的駕駛席，扭力彈弓轉向架的車輛全數消失，剩下使用剛性驅動車輛中，只有MoHa25-KuHa85。在同年4月，30形不再定期使用，成為後備車輛，於本線上行走的機會大減。
在2018年（平成30年）2月增備2000形（2007編成）前。於2017年（平成29年）11月30日，宣布MoHa51-KuHa61編成在同年12月16日行走Last Run。在2018（平成30）年1月官方發表該列車將會報廢。30形最後的MoKu25-KuHa85編成在同年4月28日至30日行走Last Run班次，隨後退役拆毀。
在MoKu25-KuHa85退役後，再沒有30形行走遠州鐵道路線，再沒有雙門、剛性驅動營業車輛在遠州鐵道中行走。

#### 車輛數目變遷
| 年份      | MoHa21 | MoHa30 | KuHa80 | MoHa1000 | KuHa1500 | MoHa2000 | KuHa2000 | 總數（空調車廂） |
| --------- | ------ | ------ | ------ | -------- | -------- | -------- | -------- | ---------------- |
| 1982-1983 | 1      | 15     | 11     |          |          |          |          | 27(4)            |
| 1984-1985 |        | 13     | 11     | 1        | 1        |          |          | 26(6)            |
| 1986      |        | 11     | 11     | 2        | 2        |          |          | 26(8)            |
| 1987      |        | 11     | 11     | 2        | 2        |          |          | 26(10)           |
| 1988      |        | 11     | 11     | 2        | 2        |          |          | 26(20)           |
| 1989      |        | 10     | 10     | 3        | 3        |          |          | 26(22)           |
| 1990-1993 |        | 9      | 9      | 4        | 4        |          |          | 26(24)           |
| 1994      |        | 9      | 9      | 5        | 5        |          |          | 28(26)           |
| 1995-1996 |        | 8      | 8      | 6        | 6        |          |          | 28(28)           |
| 1997-1998 |        | 7      | 7      | 7        | 7        |          |          | 28(28)           |
| 1999      |        | 7      | 7      | 7        | 7        | 1        | 1        | 30(30)           |
| 2000-2001 |        | 6      | 6      | 7        | 7        | 1        | 1        | 28(28)           |
| 2002-2004 |        | 6      | 6      | 7        | 7        | 2        | 2        | 30(30)           |
| 2005-2006 |        | 5      | 5      | 7        | 7        | 3        | 3        | 30(30)           |

- 沒有計算工程車輛
- 在1982、1983年是截至當年1月1日，1984年以後是截至當年4月1日。
- 參考：《私鐵車輛編成表》各年版（J、R、R）

### 車站·檢票設備
由於鐵道線上沒有引入磁式車票，因此所有車站沒有讀取磁式車票的自動閘機。IC卡「Nice Pass」的讀卡機（閘機）、車站職員和車長會進行檢票作業。
在無人車站或有人車站於沒有職員的時段，車長或列車司機會進行檢票作業，所有下車乘客可拍IC卡下車或把車票回收。但是，在4卡編成列車運行時，無人車站會安排職員當值，於車站內收集下車客的車票。
在4卡編成行走時，由於列車總長度約70米，因此車長和列車司機需要時間進行檢票工作，使列車有機會延遲出發。加上鐵道線只有單線與最密12分鐘一班的班次，使有機會打亂整條路線的時間表。
所有車站均設置最少2台自動售票機。
除了新濱松站、遠州西崎站、濱北站、西鹿島站外，各站沒有編排月台編號。在這些車站當設有相對式月台時候，需要在月台判斷該月台的列車方向。在單式月台和島式月台中，需要靠列車的路線牌以確認列車方向。
在新濱松站引入了發車音樂，在遠州醫院站（只於繁忙時間使用）和西鹿島站引入了發車鐘，月台上也會播放列車進站廣播與進站音樂。在其他中途車站中，基本上乘務員會吹起哨子以表示準備出發。

## 巴士事業

### 一般巴士路線、高速巴士事業
參見「遠鐵巴士」。
另外，在1997年12月25日於濱松市被指定為全國首個「綜合鎮」。

### 租賃巴士、旅遊巴士、旅行事業
參見「遠鐵觀光」。

## 特色措施
基本上有關巴士的措施可參見「遠鐵巴士」，有關鐵道線的措施可參見「遠州鐵道鐵道線」。下列將會列出兩者共同推出的措施。另外，有關ET卡、Nice Pass和遠鐵卡，各種卡可能見各自條目。
- 在1998年7月1日，受到濱松市綜合鎮的政策影響，於濱松市內外的巴士和列車，所有路線於該日起首次乘坐的車費由150日圓（巴士）、120日圓（電車），減價至100日圓[14]。在此之際，巴士在100日圓區間後，下一區間不是160日圓，而是120日圓至150日圓之間，每10日圓的單位設定車費[注釋 12]。這個措施是由於全國使用巴士與鐵路的人次減少而推出，希望能夠吸引乘客使用公共交通工具。最後成果，巴士增加了9%乘客，鐵路線增加約3%乘客，證明實驗成功。但是雖然兩種交通工具的人次有所增加，但是車費收入卻減少了。而，首次乘坐車費減價不是一個臨時措施，而是一個正式的措施。為日本首個城市推出這措施。後來隨著增加消費稅，截至2015年10月1日，首次乘坐的車費提高至120日圓。除此之外，除了高速巴士與機場利木津巴士（日语：空港リムジンバス）外，巴士路線增設車費區界和車費上限為700日圓（在2014年3月31前為630日圓，同年4月1日至2019年9月30日為650日圓）。在100日圓至630日圓範圍內，除了110日圓[注釋 13]外，所有車費以10日圓為單位[注釋 14]が、在2014年4月1日起，隨著提升消費稅，鐵路線的150日圓至460日圓區間增加10日圓，巴士路線的170日圓至490日圓區間也增加10日圓，500日圓至630日圓區間增加20日圓。現時沒有110日圓、170日圓和510日圓區間。
- 除了30系電動列車內沒有LED資訊顯示牌外。所有鐵道線車輛、一般巴士路線車輛、e-wing（日语：e-wing）車輛和社區巴士車輛中，均設有圖文電視，以報告新聞和天氣預報。圖文電視於2014年3月31日結束服務。後來有關巴士廣告，可參見「遠鐵巴士#LED顯示牌（日语：遠鉄バス#LED表示器）」。
- 對於一些難讀車站名稱，會以平假名標示上述名稱。
  - 例如：鷺宮→，→。

## 其他事業
遠鐵擁有較好的業績，有賴運輸事業以外的相關事業，包括了國內企劃旅行（運輸事業部）、房地產（房地產事業總部）、保險代理業（保險集團）、護理服務事業（護理事業部），以上相關事業均由遠鐵直營。以濱松市為中心，設有運輸、物流、觀光等15間子公司。組成了企業集團「遠鐵集團」。集團口號為「與社區同行，遠鐵集團」。
在集團旗下子公司中，遠鐵商店（在2016年（平成28年）3月的營業額為563.71億日圓）和遠鐵百貨店（2016年（平成28年）3月的營業額為352.50億日圓）為業績最好的子公司。Net豐田濱松在2016年（平成28年）3月的營業額為204.69億日圓，在汽車銷售業中也是業績較好。遠鐵集團的汽車銷售業務早於1967年已經開始，早於房地產事業、超級市場業務和建設大樓業務。以集團整體的營業規模中，為中小型私鐵最大型公司，甚至超越一些準大手私鐵。
在2008年9月1日起，於集團內共用的集點卡「遠鐵卡」開始使用。另外，集團也有電視廣告，廣告歌使用了於三重縣出身的歌手，西野加奈的《stamp》。
除了特別標記外，所有公司的大股東為遠州鐵道株式會社。
- 遠鐵Assist（日语：遠鉄アシスト）株式會社（人力仲介）[1]
- 遠鐵觀光開發株式會社（觀光事業）[1]- 營運濱名湖PalPal（日语：浜名湖パルパル）（遊樂園）、九重酒店（日语：ホテル九重）、旺季濱名湖酒店（日语：ホテルウェルシーズン浜名湖）（酒店）、觀山寺索道（日语：かんざんじロープウェイ）（索道）、濱名湖音樂盒博物館（日语：浜名湖オルゴールミュージアム）、華咲之湯（日语：華咲の湯）（即日來回溫泉（日语：日帰り温泉））
- 遠鐵建設（日语：遠鉄建設）株式會社（綜合建設）[1]
- 遠鐵系統服務（日语：遠鉄システムサービス）株式會社[1]（系統集成商（日语：システムインテグレーター））
- 遠鐵汽車學校（日语：遠鉄自動車学校）（駕駛人訓練班）[1]
  - 濱松汽車學校（日语：浜松自動車学校）[1]- 在2018年10月1日被遠鐵汽車學校收購合併[20][21]
- 遠鐵商店（日语：遠鉄ストア）株式會社（超級市場）[1]
- 遠鐵石油（日语：遠鉄石油）株式會社（加油站等）[1]
- 遠鐵的士（日语：遠鉄タクシー）株式會社（的士）[1]
- 遠鐵旅行（日语：遠鉄トラベル）株式會社（旅行社）[1]- 在2020年9月1日遠州鐵道收購合併[21]
- 遠鐵百貨店（日语：遠鉄百貨店）（百貨公司）[1]- 與髙島屋合作
- 遠鐵百貨店友之會株式會社 - 遠鐵百貨店株式會社100%子公司[1]。
- 豐田租車濱松（日语：トヨタレンタリース浜松）（汽車租賃、車輛融資租賃） - 由遠州鐵道株式會社和Net豐田濱松株式會社共同出資50%成立[1]。
- Net豐田濱松（日语：ネッツトヨタ浜松）株式會社（汽車經銷商）[1]- 在2020年7月1日與靜岡豐田汽車合併[21][22]
- 靜岡豐田汽車（日语：静岡トヨタ自動車）株式會社（汽車經銷商）[23]- 在2020年7月1日與Net豐田濱松合併[21][22]
  - 靜岡豐田物流服務株式會社 - 靜岡豐田汽車的子公司

## 社歌
- 遠鐵在1962年制定社歌（日语：社歌）。作詞：佐藤八郎（日语：サトウ・ハチロー），作曲：服部正（日语：服部正）[24]。
- 另外，於2014年在新的遠鐵集團中制作為集團歌《與城市共存》。由遠鐵集團成員作詞，由濱松市出身的作曲家村松崇繼（日语：村松崇継）編曲[25]。

## 注腳

## 外部連結
- 遠鐵集團官方網站 （页面存档备份，存于）（日語）
- 遠鐵電車（赤電）官方網站 （页面存档备份，存于）（日語）